# Scarling.
Scarling. är ett amerikanskt indieband vars musikstil innehåller drag av noiserock, shoegazing, psykedelisk rock och indierock.
Bandet består av Jessicka (Jessica Fodera) (sång), Christian Hejnal (Christian Hejnal - Addams) (gitarr/bakgrundssång), Rickey Lime (gitarr), Derick Snell (bas) och Beth Gordon (trummor).
Jessicka var tidigare med i bandet Jack Off Jill.

## Diskografi
Studioalbum
- 2004 - Sweet Heart Dealer
- 2005 - So Long, Scarecrow

EP
- 2006 - Staring to the Sun

Singlar
- 2003 - Band Aid Covers the Bullet Hole
- 2003 - Black Horse Riding Star Single
- 2003 - Can't (Halloween Valentine)
- 2003 - H/C (H over C)
- 2004 - We Are the Music Makers / Take Me Home (delad singel med The Willowz)
- 2004 - Crispin Glover
- 2013 - Who Wants to Die for Art?

Annat
- 2003 - Blisscent II CD Compilation (samlingsalbum med div. artister)
- 2005 - Alright This Time Just The Girls Vol. 2 (samlingsalbum med div. artister)
- 2014 - Mark Ryden's The Gay Nineties Olde Tyme Music (samlingsalbum med div. artister)